# Куксов, Сергей Владимирович
Серге́й Влади́мирович Куксов (28 марта 1964, Караганда - 21 января 1999, Караганда) — советский и казахстанский хоккеист.

## Карьера
Воспитанник карагандинского хоккея. Выступал в команде «Автомобилист» (Караганда).
Привлекался в сборную Казахстана. На чемпионате мира 1994 провёл 6 игр, на Кубке Азии 1995 года - 3 игры.

## Предпринимательская деятельность и смерть
По окончании игровой карьеры занимался предпринимательской деятельностью. Вместе с одноклассниками основал фирму «Нива». В 1997 году исчез один из соучредителей (Сакен Кабикенов), позднее найденный со следами огнестрельного ранения. Сергей Куксов был одним из подозреваемых, но до суда дело не дошло. В 1999 году Куксов выбросился с балкона восьмого этажа своей квартиры в микрорайоне «Степной-4». Уголовное дело было закрыто, так как расценено, как самоубийство.